# Fitnete Tiço
Fitnete Tiço (ur. 1949 w Tiranie) – albańska aktorka.

## Życiorys
Ukończyła studia aktorskie w Instytucie Sztuk w Tiranie. Występowała na scenie Teatru Bylis w Fierze. Na dużym ekranie zadebiutowała w roku 1979 niewielką rolą w filmie Balonat. Wystąpiła w dziesięciu filmach fabularnych.

## Role filmowe
- 1979: Balonat jako matka Goniego
- 1980: Partizani i vogël Velo jako matka Velo
- 1985: Dasma e shtyrë
- 1985: Të mos heshtësh jako matka Silvie
- 1985: Tre njerëz me guna jako żona Rizy
- 1986: Dhe vjen një ditë jako żona Zenuna
- 1986: Bardhësi jako żona Xhezaira
- 1986: Rrethimi i vogël
- 1987: Telefoni i një mëngjesi jako Gjelina, siostra Neritana